# Jaden Schwartz
Jaden Schwartz (Wilcox, Saskatchewan, 25 de junio de 1992), apodado Schwartzy, Schwizzle o Schwiz, es un jugador profesional canadiense de hockey sobre hielo que se desempeña en la posición de centro en Seattle Kraken, equipo de la National Hockey League (NHL).

## Carrera
Fue seleccionado en la primera ronda en la NHL Entry Draft de 2010. En 2011 hizo su debut profesional con el equipo St. Louis Blues, en el cual jugó diez temporadas (2011-2021), después pasó a Seattle Kraken, donde lleva jugando tres temporadas.